# Parisaaret (ö i Egentliga Tavastland, Riihimäki, lat 60,67, long 24,66)
Parisaaret är en ö i Finland. Den ligger i sjön Hirvijärvi och i kommunen Riihimäki i den ekonomiska regionen  Riihimäki ekonomiska region  och landskapet Egentliga Tavastland, i den södra delen av landet, 60 km norr om huvudstaden Helsingfors. Öns area är 0,3 hektar och dess största längd är 90 meter i öst-västlig riktning.  Notera att namnet antyder att det är fråga om flera öar.